# Otto Mente
Otto Mente (* 11. März 1871 in Hannover; † 17. Mai 1932 in Berlin) war ein deutscher Fotograf, Hochschullehrer für Fotografie und Fotochemie, Redakteur von fotografischen Zeitschriften und Autor.

## Leben
Nach dem Besuch des Leibniz-Gymnasiums in Hannover, wo Otto Mente nach dem Einjährigen abging, ließ er sich in Hannover von Georg Alpers junior in der Fotografie und in fotomechanischen Verfahren ausbilden. Anschließend arbeitete er eine Weile für das Verlagshaus Römmler & Jonas in Dresden. In dieser Zeit machte er Landschafts- und Architekturaufnahmen in ganz Deutschland. Nach kurzen Tätigkeiten in Köln und Mainz und einem Dienstjahr als Einjährig-Freiwilliger beim 1. Hannoverschen Infanterie-Regiment Nr. 74 in Hannover ging er nach Moskau, um dort zwei Jahre als Geschäftsführer die Lichtdruckerei und Klischee-Anstalt von Otto Renard zu leiten. Anschließend arbeitete er ein Jahr in der Klischee-Anstalt von Richard Labisch & Co. in Berlin, ehe er in der Lehr- und Versuchsanstalt für fotomechanische Verfahren von Klimsch & Co. in Frankfurt am Main tätig wurde.
Zum Sommersemester 1905 wurde er planmäßig Assistent im Fotochemischen Laboratorium von Adolf Miethe, einem Hochschullehrer und Pionier der Farbfotografie an der Technischen Hochschule Berlin. Am 4. Februar 1913 wurde Mente dort zum Professor ernannt. Am 1. April 1920 wurde er zum Abteilungsvorsteher des Fotochemischen Laboratoriums berufen, am 16. Mai 1928 zum beamteten außerordentlichen Professor mit dem Lehrauftrag „Photographie und Photochemie“ in der Fachabteilung Chemie und Hüttenkunde an der Fakultät IV für Stoffwirtschaft der Technischen Hochschule Berlin. Diese Ämter bekleidete er bis zu seinem Tod im Alter von 61 Jahren. In Miethes fotochemischem Laboratorium bestand unter Mentes Leitung eine spezielle experimentelle Abteilung zur Verbesserung des Drei- und Fünf-Farben-Drucks und der allgemeinen Reproduktionstechniken, in der auch Studenten geschult wurden. Einer seiner Berliner Studenten war der niederländische Dokumentarfilmer Joris Ivens.
Mente hinterließ ein umfängliches fachliterarisches Werk und publizierte zahlreiche Fachbroschüren und Bücher. Bereits 1902 erschienen seine Aufsätze zu Studien mit orthochromatischen Platten. Von 1908 bis 1911 wirkte er als Redakteur an der Photographischen Rundschau mit. Auch gab er von 1905 bis 1919 gemeinsam mit Miethe die Zeitschrift für Reproduktionstechnik heraus. 1919/20 trat er der Gesellschaft Deutscher Lichtbildner bei. 1920 wurde er Erster Vorsitzender der Deutschen Photographischen Gesellschaft. Ab 1923 wirkte er als Schriftleiter der Zeitschrift Das Atelier des Photographen. 1919 erschien das von ihm überarbeitete Lehrbuch der Photographie von Miethe in neuer Auflage. Besondere Bedeutung erlangten die gemeinsam mit Adolf Warschauer entwickelten Techniken zum Einsatz der Fotografie im Bereich des Archivwesens.
Als künstlerischer Fotograf betätigte sich Mente vor allem auf den Gebieten der Landschafts- und Architekturfotografie. Hierbei war er im Sinne des zeitgenössischen Piktorialismus bemüht, seinen Aufnahmen malerische Effekte zu verleihen. Dies demonstrierte er insbesondere durch eine Reihe von Aufnahmen von der Malerkolonie Ahrenshoop und präsentierte seine Ergebnisse in Vorträgen.
Die Deutsche Photographischen Gesellschaft und der Photographische Verein zu Berlin ernannten ihn zum Ehrenmitglied, der Verband Deutscher Amateurphotographen-Vereine honorierte seine Leistungen mit seiner Ehrennadel. Darüber hinaus erhielt er zahlreiche Auszeichnungen.

## Veröffentlichungen (Auswahl)
- mit Adolf Warschauer: Die Anwendung der Photographie für die archivalische Praxis (= Mitteilungen der Kgl. Preußischen Archivverwaltung, Heft 15). Leipzig 1909.
- The Loss of Detail in Half-Tone Work. In: Graphic Arts Year Book. Band 3 (1909), S. 97 (Übersetzung durch A. M. Broden).
- Progess in Three-Color Work. In: Graphic Arts and Crafts Year Book. 1910, S. 59.
- Hilfsmittel im Negativ- und Positivprozeß. AGFA, Berlin [o. J., um 1910].
- Die Filmphotographie. Verlag der Optischen Anstalt C. P. Goerz, Berlin 1914.
- NPG-Handbuch. Teil 3: Auskopierpapier. Neue Photographische Gesellschaft, Berlin-Steglitz [o. J., nach 1915].
- mit Adolf Miethe: Lehrbuch der praktischen Photographie. VI.–VII. Auflage, Knapp, Halle/Saale 1928, (urn:nbn:de:gbv:wim2-g-2908172).
- Das Negativverfahren. In: Erich Lehmann, Otto Mente, Willy Nauck: Das Negativverfahren, die Verfahren der Farbenfotographie, die Verarbeitung kinematographischer Filme, photographischer Maschinendruck in seinen verschiedenen Abarten (= Handbuch der Photographie. Band 2, 2). Union Deutsche Verlags-Gesellschaft, Berlin 1926, (urn:nbn:de:bsz:14-db-id17560040805).
- mit Adolf Miethe: Künstlerische Landschaftsphotographie. Zwölf Kapitel zur Ästhetik photographischer Freilichtaufnahmen. 6.–7. Auflage, Knapp, Halle/Saale 1928.